# قانون للشعب عام 2019

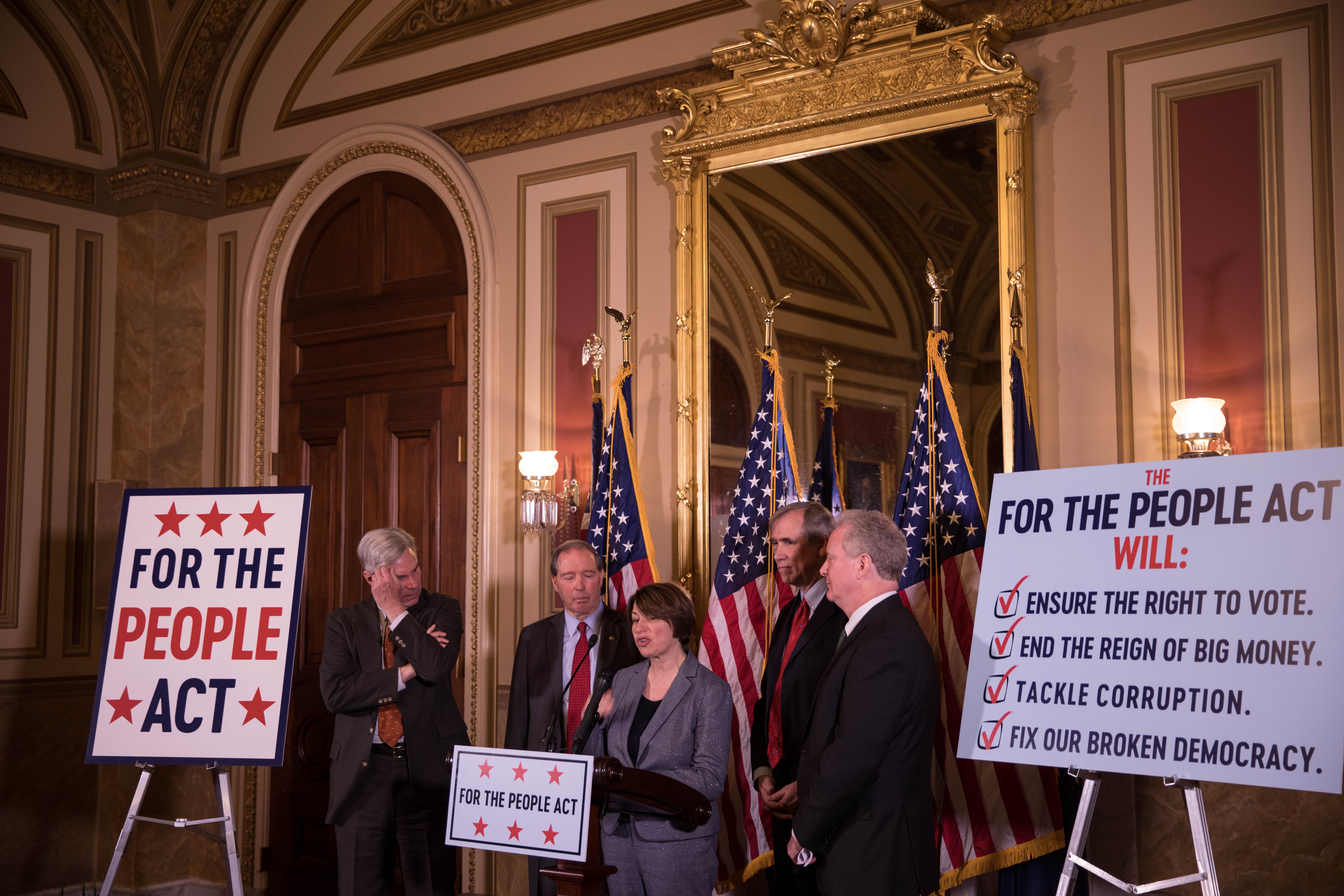
السناتور إيمي كلوبوشار تتحدث عن القانون من داخل مبنى الكابيتول

قانون للشعب عام 2019 (HR 1، 2019) هو مشروع قانون تم تقديمه وتمريره في مجلس النواب الأمريكي لتوسيع حقوق التصويت، والحد من التلاعب الحزبي، وتعزيز قواعد الأخلاق، والحد من تأثير أموال المانحين من القطاع الخاص في السياسة. تم تقديمه بواسطة جون ساربينز (ديمقراطي من ماريلند) في 3 يناير 2019، نيابة عن الأغلبية الديمقراطية المنتخبة حديثًا كأول تشريع رسمي للكونغرس الأمريكي الـ116. أقر مجلس النواب مشروع القانون في 8 مارس 2019 بأغلبية 234 مقابل 193 صوتًا وفقًا لخطوط حزبية صارمة. اعتبارًا من نوفمبر 2020، لم يتم تمريره من قبل مجلس الشيوخ.
تنقسم أحكام القانون إلى ثلاث فئات رئيسية:
- إصلاح تمويل الحملات. سيقدم مشروع القانون تمويلًا عامًا طوعيًا للحملات، بحيث يتوافق مع التبرعات الصغيرة بنسبة 1:6.[10] كما أنه يشتمل على أحكام إصلاح تمويل الحملات من قانون الإفصاح،[11] والذي من شأنه أن يفرض قيودًا أكثر صرامة على الضغط الأجنبي، ويطلب من لجان العمل السياسي العليا ومنظمات «الأموال المظلمة» الأخرى الإفصاح عن الجهات المانحة، وإعادة هيكلة لجنة الانتخابات الفيدرالية لتقليل الجمود الحزبي. كما يعبر مشروع القانون عن دعمه لتعديل دستوري لإلغاء قرار «المواطنون المتحدون»، حيث رأت المحكمة العليا أن الإنفاق السياسي غير المحدود من قبل الشركات والنقابات والجمعيات الأخرى هو حق دستوري.
- أخلاقيات الحكومة. سيتطلب مشروع القانون من المرشحين الرئاسيين ونائب الرئيس الكشف عن إقراراتهم الضريبية على الدخل العشر السابقة، والقضاء على استخدام أموال دافعي الضرائب من قبل السياسيين لتسوية دعاوى التحرش الجنسي، وإنشاء مدونة أخلاقية جديدة للمحكمة العليا الأمريكية، وهي ليست كذلك. تخضع لقواعد السلوك القضائية القائمة.
- حقوق التصويت. سينشئ مشروع القانون برنامجًا وطنيًا لتسجيل الناخبين، ويجعل يوم الانتخابات يوم عطلة فيدرالية، ويحل محل التلاعب الحزبي مع اللجان غير الحزبية لترسيم الدوائر الانتخابية، ويحد من الجهود المبذولة لتطهير قوائم التصويت.

اعتُبر مشروع القانون بمثابة بيان شامل لأولويات الأغلبية الديمقراطية المنتخبة في مجلس النواب عام 2018. لقد وصفت صحيفة نيويورك تايمز مشروع القانون بأنه «التشريع الذي يحمل توقيع الديمقراطيين». تعهد ميتش ماكونيل، زعيم الأغلبية الجمهورية بمجلس الشيوخ، بأن مشروع القانون «لن يذهب إلى أي مكان في مجلس الشيوخ». في مارس 2019، قال ماكونيل أنه لن يطرح مشروع القانون للتصويت في قاعة مجلس الشيوخ. جادل ساربينز، مُعد التشريع، بأن الشعبية العامة لمشروع القانون ستؤدي في النهاية إلى إقراره.

## حقوق التصويت للمجرمين
إن سلطة كونغرس الولايات المتحدة على الانتخابات واسعة. إحدى سمات التشريع المقترح هي أنه لا يمكن حرمان المجرمين المدانين من حق التصويت إلا إذا كانوا في السجن حاليًا. وإذا كانت سلطة الكونغرس تمتد إلى هذا الحد فإن هذا موضع للخلاف، مع تقديم الحجج لصالحها وضدها. هناك 14 ولاية لديها قوانين تحرم إلى أجل غير مسمى حقوق التصويت لبعض المجرمين المدانين، ولا تستعيد 22 ولاية حقوق التصويت إلا بعد الإفراج المشروط و / أو الوضع تحت المراقبة، وبعض الولايات تطلب دفع غرامات أو تعويض.

## أخلاقيات المحكمة العليا
جزء آخر من التشريع المقترح يوجه المؤتمر القضائي لوضع قواعد أخلاقية ملزمة للمحكمة العليا. ليس من الواضح ما إذا كان للكونغرس السلطة الدستورية لفرض المتطلبات الأخلاقية على قضاة المحكمة العليا، وهي مسألة قد يتعين على المحكمة أن تبت فيها. في عام 2011، أوضح رئيس المحكمة العليا جون روبرتس في تقريره لنهاية العام اعتقاده أن الكونغرس ليس لديه السلطة لفرض قواعد السلوك على المحكمة العليا، لأن المحكمة العليا تأسست بموجب الدستور، وبموجب ذلك فإن القضاة يخدمون طالما أظهروا «حسن السلوك»، أو سيواجهون إمكانية عزلهم وإبعادهم بتهمة «الخيانة أو الرشوة أو غير ذلك من الجرائم والجنح الجسيمة». على النقيض من ذلك، تم إنشاء المحاكم الفيدرالية الأدنى من قبل الكونغرس وهي تخضع للقواعد التي يضعها الكونغرس. لهذا السبب، يقترح البعض أن الغرض من القواعد الأخلاقية المقترحة لن يكون العقوبة أو حتى التنفيذ، ولكن فقط إصدار القواعد بحيث يمكن مساءلة قضاة المحكمة العليا عن سلوكهم في محكمة الرأي العام. بالإضافة إلى ذلك، قد يكون الانتهاك الأخلاقي الموثق ذا صلة بإجراءات عزل محتملة. يجادل آخرون بأن الكونغرس لديه سلطة مطالبة المحكمة العليا بكتابة مدونة الأخلاق الخاصة بها. في عام 1991، تبنت المحكمة العليا قرارًا يفيد بأن مسؤوليها وموظفيها سيمتثلون لمضمون لوائح المؤتمر القضائي، بشرط الإيضاحات المذكورة.

## حالة الولاية لمقاطعة كولومبيا
يدعو التشريع المقترح أيضًا إلى إنشاء ولاية لمقاطعة كولومبيا، بحجة أن عدد سكان المقاطعة أكبر من ولايتين، هما وايومنغ وفيرمونت، وقريبٌ من سكان الولايات السبع التي يبلغ عدد سكانها أقل من مليون نسمة يمثلون السكان بشكل كامل، زاعمًا أن الكونغرس لديه سلطة قبول ولايات جديدة في الاتحاد من خلال التشريع. بينما يجادل آخرون بأن التعديل الدستوري سيكون مطلوبًا. مسألة قبول مقاطعة كولومبيا كولاية لها تاريخ طويل. من المتوقع أن يعارض الجمهوريون إقامة الولاية في العاصمة، لأنه من شبه المؤكد أن يضع المزيد من الديمقراطيين في الكونغرس. وافق مجلس النواب على H.R 51، والذي سيجعل الجزء المأهول بالسكان من المقاطعة ولاية، في يونيو من عام 2020، في تصويت حزبي شبه موحد لم يتم اتخاذ الإجراء في مجلس الشيوخ الذي يسيطر عليه الجمهوريون.

## التلاعب الحزبي
تحدث إعادة تقسيم الدوائر في الكونغرس كل 10 سنوات حيث يتم إعادة ترسيم حدود الكونغرس بعد التعداد السكاني. تنص المادة الأولى من الدستور على أن «مواعيد وأماكن وطريقة إجراء انتخابات أعضاء مجلس الشيوخ والنواب تحددها الهيئة التشريعية في كل ولاية؛ ولكن يجوز للكونغرس في أي وقت أن يضع أو يعدل مثل هذه اللوائح بموجب قانون». حاليًا، تخضع عملية ترسيم الدوائر الانتخابية في معظمها لسيطرة الولاية، مع أن قانون حقوق التصويت يضع بعض القيود.
قرار المحكمة العليا الأمريكية لعام 2015 الهيئة التشريعية لولاية أريزونا ضد لجنة إعادة تقسيم الدوائر المستقلة في أريزونا أكد أنه يمكن دستوريًا تعيين لجنة مستقلة (من قبل الولاية) لأداء هذه الوظيفة مع أن الدستور يدعو المجلس التشريعي إلى رسم خطوط المقاطعات. وفي قرارا 2019 روتشو ضد القضية المشتركة وبينيسك ضد لامون وجدت المحكمة العليا أن التلاعب في الدوائر الانتخابية كان مسألة سياسية غير قابلة للمقاضاة، وتركت أي حل لفروع الحكومة الأخرى. ومن أجل منع التلاعب في توزيع الدوائر الانتخابية، سيطلب H.R 1 من الولايات استخدام لجان مستقلة لتصميم مناطق الكونغرس الخاصة بهم. إذا رفضوا القيام بذلك، فإن الحكومة الفيدرالية ستنشئ واحدة لهم.

## عدد مفوضي الانتخابات الفيدراليين
بموجب القانون الحالي، تتكون لجنة الانتخابات الفيدرالية من ستة أعضاء، لا يمكن أن يكون أكثر من ثلاثة منهم أعضاء في نفس الحزب السياسي، مع وجود أربعة أصوات على الأقل مطلوبة لأي إجراء رسمي من لجنة الانتخابات الفيدرالية. تتمثل الشكوى في أن هذا أدى إلى خلل في لجنة الانتخابات الرئاسية عاجز ومتعطل، مع ترك إصلاحات مهمة دون معالجة، مثل تحديث قانون تمويل الحملات الانتخابية للعصر الرقمي والتنظيم الفعال للتبرعات السياسية. ألقى بعض دعاة الإصلاح اللوم على الأعضاء الجمهوريين في لجنة الانتخابات الفيدرالية لعدم رغبتهم إما في التحقيق في أي انتهاكات محتملة أو فرض قيود أكثر صرامة، ولتخفيف القيود ببساطة عن طريق الإشارة إلى المعايير التي هم على استعداد لفرضها.
سيعطي مشروع القانون المقترح لجنة الانتخابات الفيدرالية خمسة مفوضين بدلًا من ستة، مما يقلل من احتمالية تعادل الأصوات، وسيتطلب ألا يكون أكثر من عضوين في نفس الحزب السياسي. ستنشئ «لجنة استشارية للشريط الأزرق» تتألف من عدد فردي من الأفراد يختارهم الرئيس من قضاة اتحاديين متقاعدين أو مسؤولي إنفاذ قانون سابقين أو أفراد من ذوي الخبرة في قانون الانتخابات، باستثناء أن الرئيس لا يمكنه اختيار أي فرد الخدمة في اللجنة التي تتولى أي منصب عام في وقت الاختيار، ولكن لن يُطلب من الرئيس الاختيار من بين أولئك الذين أوصت بهم اللجنة. يدّعي بعض المراقبين أنه لن تكون هناك فائدة مضمنة لأي من الطرفين.

## ردود الفعل والتصريحات
في 29 يناير 2019، أصدر زعيم الأغلبية الجمهورية في مجلس الشيوخ ميتش ماكونيل بيانًا انتقد فيه القانون ووصفه بأنه «انتزاع للسلطة من جانب واحد» من قبل الحزب الديمقراطي، وأكد أنه «قد يمر على مجلس النواب، ولكن ليس مجلس الشيوخ». لقد وصف مشروع القانون في البيان بأنه «قانون حماية السياسيين الديمقراطيين». كما انتقد مشروع القانون لأنه يمنح الحكومة الفيدرالية مزيدًا من السلطة على الانتخابات، قائلاً إنه «[يمنح] ساسة واشنطن العاصمة سيطرة أكبر على من سيأتي إلى هنا [الكونغرس] في المقام الأول.» في 6 مارس، أشار مكونيل إلى الصحفيين أنه لن يسمح بالتصويت على مشروع القانون في مجلس الشيوخ، حتى لو كان سيسمح بالتصويت على قرار الصفقة الجديدة الخضراء. غرد النائب دان كرينشاو (جمهوري من تكساس - منطقة الكونغرس الثانية) وانتقد القانون في مارس.